# День пі

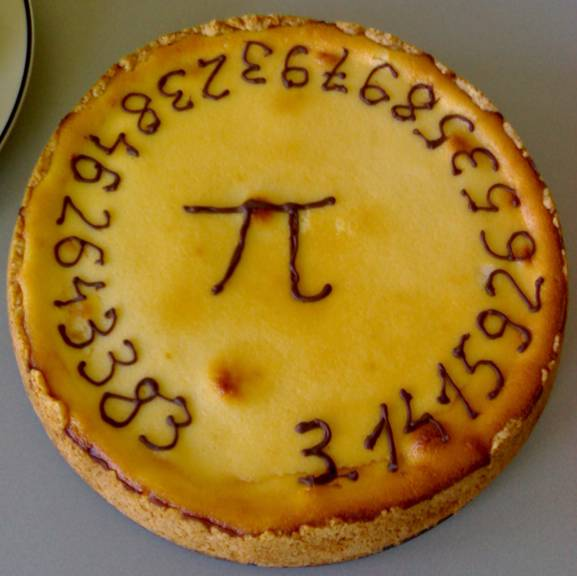
Пі-ріг (Pi Pie)

День пі — неофіційне свято, присвячене числу π. Воно святкується 14 березня, що в прийнятому в США форматі записується як 3.14, що є трьома першими розрядами числа π. Свято впроваджене на математичних факультетах значної кількості вишів у різних країнах. Зазвичай свято розпочинається о 1:59 ночі, що разом із датою складає перші шість знаків числа π (3,14159).
Окрім того, цей день (14 березня) є також і днем народження Альберта Ейнштейна, що надає йому додаткової значущості в очах математиків.
Досконалий День пі стався 14 березня 1592 року о 6 годині 53 хвилини та 58 секунд. Ця дата, записана в «американському» форматі, виглядає як 3/14/1592 6:53:58, що відповідає першим 12 знакам у числі π: 3,14159265358. Але, зважаючи на те, що того часу ще не було впроваджено ніякого стандартизованого відліку часу, тим більше з потрібною точністю, скоріше за все цей момент ніким не святкувався.

## Альтернативні дати
День числа пі зазвичай святкують 14 березня (3/14 у форматі місяць/день), але іноді його відзначають і в інші дати.

### Приблизний День пі
Приблизний День пі є однією з двох дат: або 22 липня (записується 22/7 — цей дріб дорівнює 3,14, що є приблизним виразом π), або 26 квітня (25 квітня високосного року) — день, коли Земля проходить дві астрономічні одиниці по своїй орбіті з початку календарного року: в цей день загальна довжина орбіти Землі, поділена на довжину вже пройденої ділянки, дорівнює π (тобто Земля пройшла в цей момент по своїй орбіті 2 радіани).

### Канонічний день числа пі
Канонічний або Ортодоксальний день числа пі: дехто святкує день числа пі 10 листопада, оскільки це 314-й день року (у високосні роки — 9 листопада). Учений та винахідник Іван Басов пропонує вважати цей день Канонічним або Ортодоксальним днем числа пі, оскільки він точніше відображає перші три цифри числа пі (3,14), ніж популярна дата 14 березня (3/14), що базується на американському форматі запису дат. Більше того, оскільки сам І. Басов народився у 314-й день року (10 листопада 1973 року), він також святкує свій день народження 10 листопада у звичайні роки та 9 листопада у високосні.
Канонічний день числа пі — не єдиний святковий день, дата якого зміщується у високосні роки. Такою ж особливістю володіє День програміста, професійне свято в Росії, яке відзначається у 256-й день року. У невисокосні роки це свято припадає на 13 вересня, а у високосні — на 12 вересня.